# باول فولكنير
باول فولكنير (بالإنجليزية: Paul Faulkner)‏ هو رسام أمريكي، ولد في 2 أبريل 1913، وتوفي في 5 يناير 1997.